# Francisco da Herrera (de jonge)

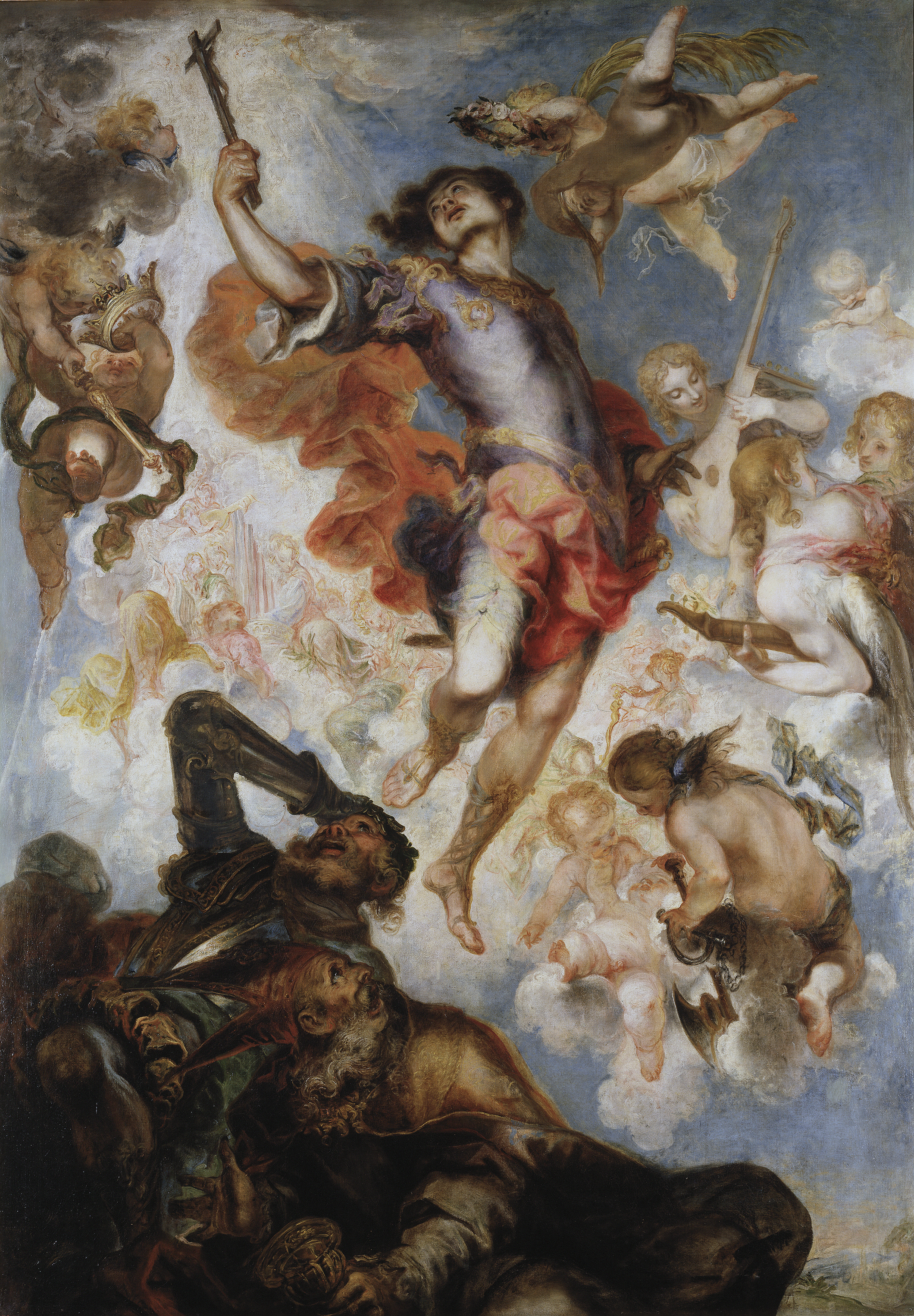
Triomf van Sint Hermenegild

Francisco da Herrera (Sevilla 1627 – Madrid 1685) was een Spaans kunstschilder en architect.
Als zoon van de gelijknamige kunstenaar Francisco da Herrera (de oude), werd hij opgeleid in de studio van zijn vader. Daarnaast heeft hij tussen 1647 en 1653 de Italiaanse meesters bestudeerd. Zijn eerste dateerbare werk stamt uit 1654. Het werk Triomf van Sint Hermenegild laat zijn overwegend naar Venetiaans nijgende stijl zien die is doorspekt met elegante en levendige poses. In zijn fresco's gebruikte hij het Italiaanse di sotto in sù wat zoveel als de perfecte verkorting van figuren in plafondschilderingen inhoudt. Na 1660 maakte hij verschillende fresco's en ontwierp hij gebouwen in de hoofdstad Madrid. Geen van deze gebouwen is bewaard gebleven. In 1672 werd hij hofschilder en in 1677 hofarchitect.
- Biblioteca Nacional de España: XX1167213
- Bibliothèque nationale de France: cb17067492n (data)
- Gemeinsame Normdatei: 122764110
- International Standard Name Identifier: 0000 0000 7971 9173
- Library of Congress Control Number: no2015169633
- RKD-Nederlands Instituut voor Kunstgeschiedenis: 37898
- Istituto Centrale per il Catalogo Unico: BVEV108589
- SNAC: w60z73c9
- Union List of Artist Names: 500011197
- Virtual International Authority File: 23031996
- WorldCat: E39PBJxGXmyRDgyqPVFK7t8cT3